# 시 낭송

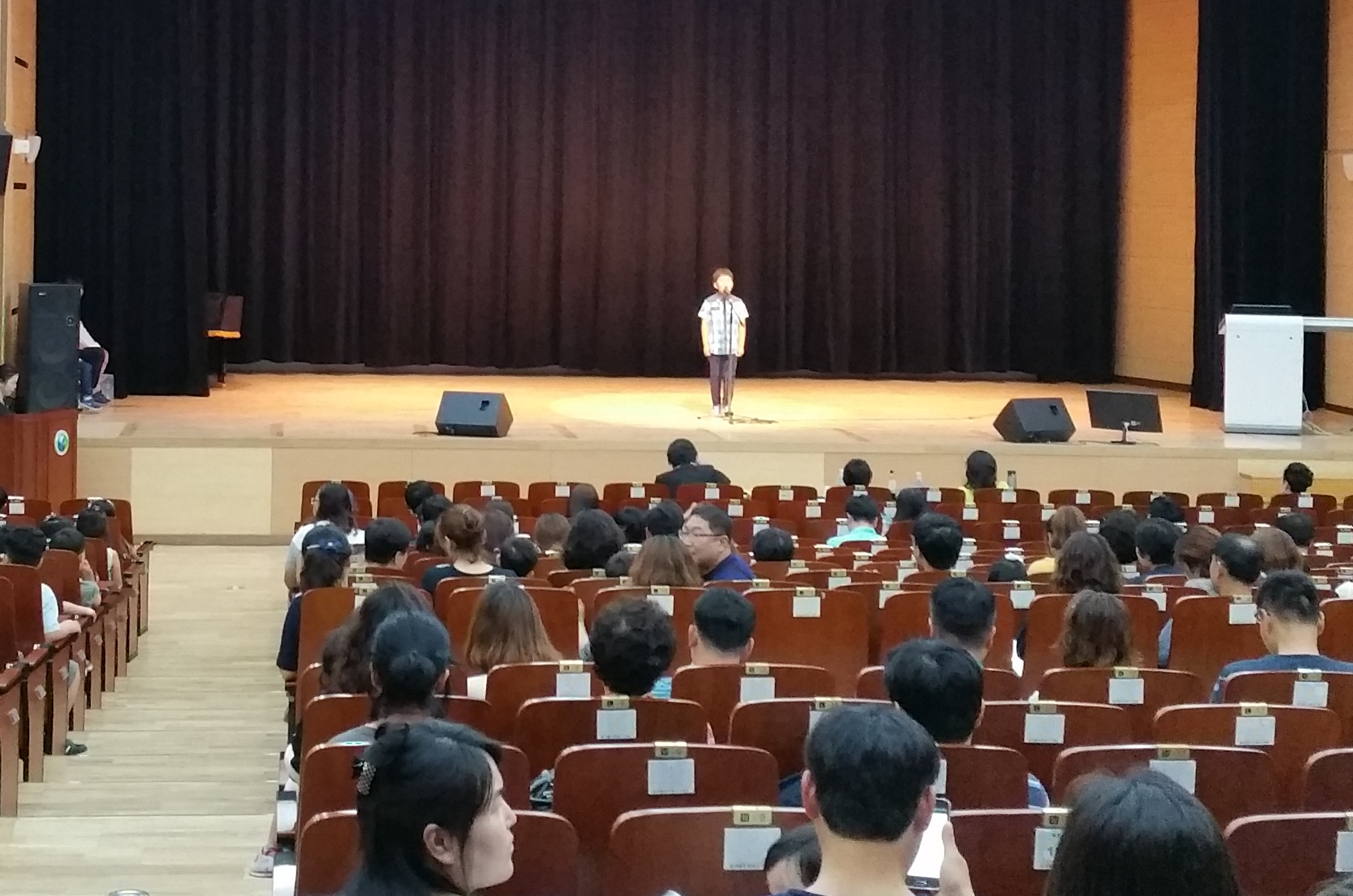

시 낭송(詩朗誦)은 시를 크게 소리를 내어 읽는 것(낭송)을 말하며 이와 관련한 여러 대회가 존재하고 있다.